# Tintenos
Tynteni (en griego antiguo: Τυντενοί, romanizado: Tyntenoi') era el nombre de una tribu iliria, que vivían en aldeas, o en una ciudad llamada Tinte, que puede ser la misma  que Dato  una colonia griega en Tracia. Tintenos y Tinte solo aparecen en monedas. Si se trata de una tribu real, los tintenos se encontraban al norte  del lago Ohrid. Sus monedas, cuya acuñación se detiene a principios del siglo V a. C., tiene similitudes de las de Icnas, que fue en la época arcaica peonia pero más tarde se convirtió en griega. La leyenda de la moneda es en griego: ΤΥΝΤΕΝΟΝ.
Los atintanes parecen proceder  de los oscuros tintenos.